# 馬克斯·保利
馬克斯·保利（Max Pauly，1907年6月1日—1946年10月8日）是一名德國納粹黨黨衛隊旗隊隊長，曾於1939年9月至1942年8月擔任施圖特霍夫集中營指揮官，並從1942年9 月到1945年5月擔任諾因加默集中營及其相關分營指揮官，他與家人住在集中營裡。在被派往集中營之前，保利曾主持處決在但澤波蘭郵局保衛戰中被捕的波蘭戰俘。
保利與其他13人一起在德國英國佔領區的漢堡Curio Haus 因戰爭罪接受英國審判，審判從1946年3月18日持續到5月13日。他被判有罪，並與其他11名被告一起被判處死刑。他從未因在施圖特霍夫犯下的罪行而受到審判。
1946年10月8日，馬克斯·保利在哈梅恩監獄被艾伯特·皮埃爾波因特絞死。

## 外部連結
- Neuengamme Museum
- YouTube上的Neuengamme Video